# Marin Bodačić
Fra Marin Bodačić, OFM, jedan od dvojice mogućih devetih vikara Bosanske vikarije od 1381. do 1384. godine. Nije sigurno je li to bio fra Marin ili fra Bartul Alvernski. Prije i poslije Bodačićeva mandata vikar je bio fra Bartul Alvernski.